# Lycophidion pembanum
Lycophidion pembanum es una especie de serpientes de la familia Lamprophiidae. Es endémica de la isla de Pemba (Tanzania).